# Expediția Terra Nova

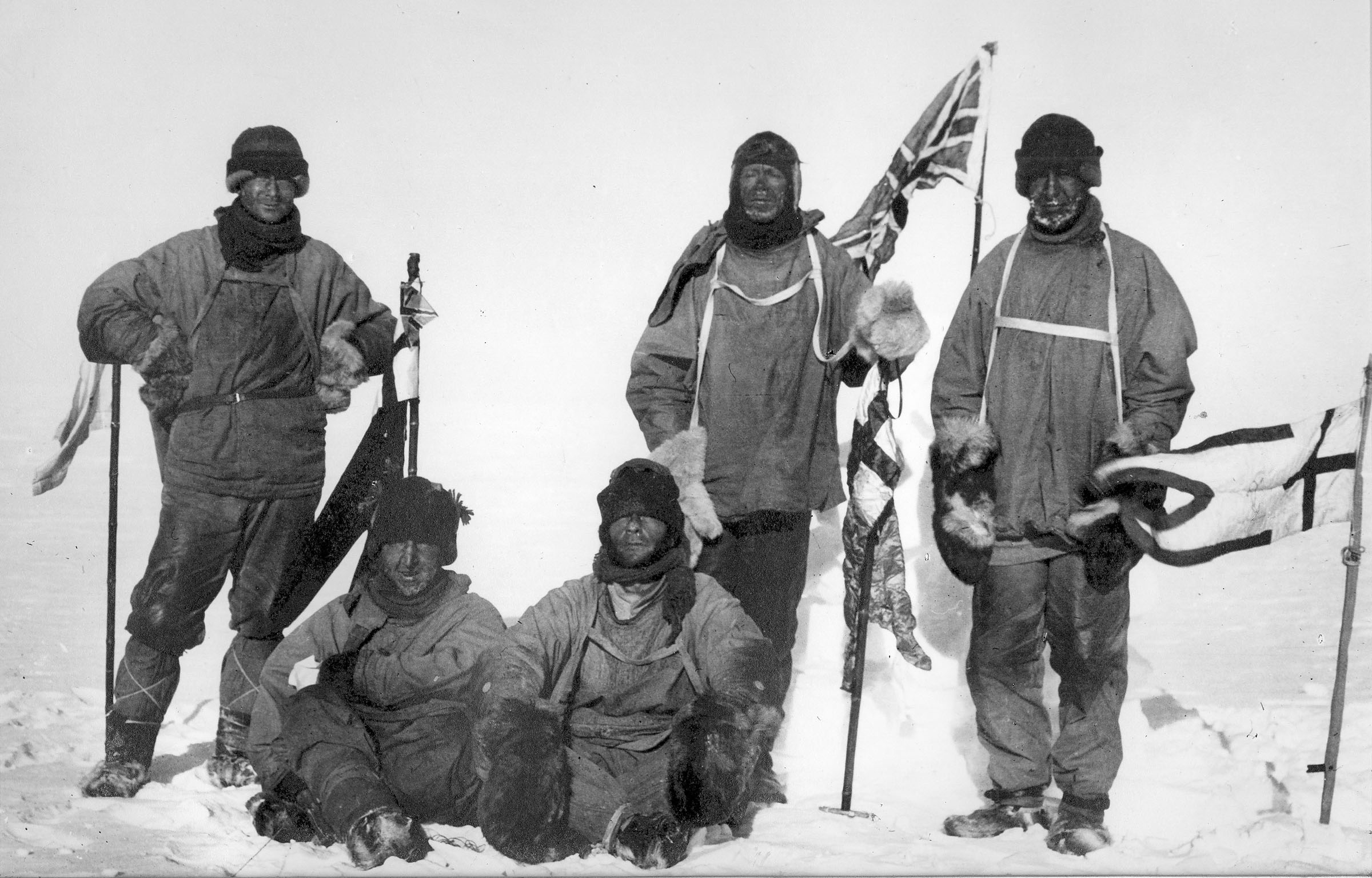
Expediția lui Scott la Polul Sud, 18 ianuarie 1912. De la stânga la dreapta: (în picioare) Oates, Scott, Wilson; (jos) Bowers, Edgar Evans

Traseul către Polul Sud urmat de Scott (verde) și Amundsen (roșu), 1911–1912

Expediția Terra Nova (1910–1912), oficial numită Expediția Britanică Antarctică 1910, a fost o misiune condusă de Robert Falcon Scott cu obiectivul de a fi primul care ajunge la Polul Sud geografic. Expediția a ajuns la Polul Sud pe 17 ianuarie 1912, însă doar pentru a descoperi că norvegienii conduși de Roald Amundsen atinseseră acest punct cu 33 de zile în urmă. Întreaga echipă a lui Scott a murit pe drumul de întoarcere, unele cadavre, jurnale și fotografii fiind găsite de o echipă de căutare opt luni mai târziu.
Scott era un comandant cu experiență în expediții polare, conducând mai înainte Expediția Discovery din Antarctica între anii 1901-1904. Expediția Terra Nova, numită astfel după nava de aprovizionare, a fost una privată, finanțată prin donații publice dar și de un grant oferit de guvern. A fost susținută și de Amiralitate, care a contribuit cu marinari experimentați, dar și de către Royal Geographical Society. Pe lângă încercarea polară, expediția a avut și un important rol științific, explorând Zona Victoria și Munții de Vest. S-a încercat fără succes debarcarea și explorarea Țării Eduard al VII-lea. Călătoria către Capul Crozier în iunie și iulie 1911 a fost prima de acest gen din timpul iernii antarctice.
Pentru multă vreme după moartea sa, Scott a fost privit de aproape toată lumea ca un erou cu soarta tragică și s-au formulat puține întrebări referitoare la cauzele sfârșitului nefericit ce a marcat expediția. Însă în ultimul sfert al secolului XX au apărut păreri tot mai critice privind organizarea și conducerea acțiunii. Gradul de vină a lui Scott rămâne un subiect de controversă.

## Pregătiri

### Context
După întoarcerea din Expediția Discovery Scott și-a continuat cariera de ofițer naval, dar încă mai avea ambiții să se întoarcă, cu scopul de a cuceri Polul Sud. În timpul expediției anterioare s-au făcut descoperiri științifice și geografice importante, dar nu s-a putut înainta către sud decât până la latitudinea 82° 17′ și nu s-a putut trece peste Bariera de Gheață Ross. În 1909 Scott află că Expediția Nimrod condusă de Ernest Shackleton a fost foarte aproape de a ajunge la Pol. Pornind de la o bază din apropierea punctului de plecare al lui Discovery din Strâmtoarea McMurdo, Shackleton a traversat Bariera de Gheață Ross, a descoperit ruta de pe Ghețarul Beardmore către Platoul Polar și s-a avântat spre Pol. A fost însă obligat să se întoarcă la 88° 23′ S, la mai puțin de 180 de kilometri de țintă. Scott a pretins drepturi de folosire a zonei Strâmtoarea McMurdo, considerând că aceasta e „zona sa de lucru” și că Shackleton a încălcat un angajament. Acest fapt a stricat relațiile dintre cei doi exploratori și l-a determinat pe Scott să încerce depășirea acestei reușite.
Pe când făcea pregătirile pentru noua expediție, Scott era conștient că se mai pregăteau și altele, concurente. Una japoneză era deja în desfășurare, Expediția Australasiană sub comanda lui Douglas Mawson urma să plece în 1911, dar acestea se desfășurau în alte părți ale continentului. Între timp, Roald Amundsen, un potențial rival, anunțase planuri pentru o călătorie Arctică.

### Echipa

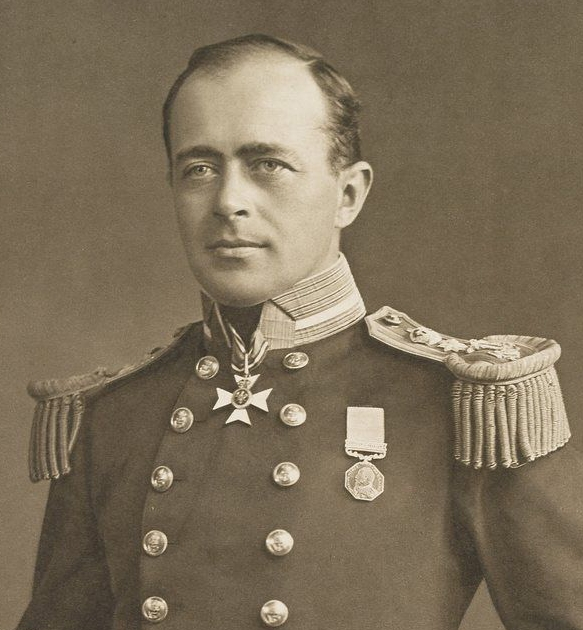
Căpitanul Scott, conducătorul expediției, în uniforma navală cu decorații

Șaizeci și cinci de oameni (incluzând și înlocuitori) au format echipele de pe țărm și de pe vas. Ei au fost aleși din 8.000 de voluntari și au inclus șase veterani din Discovery dar și membrii din echipa lui Shackleton din anii 1907-1909. Locotenentul Edward Evans, care era ofițerul navigator pe nava Morning din timpul evacuării misiunii Discovery, a fost numit secundul lui Scott. Acesta a renunțat la propria expediție și și-a transferat suportul financiar noii operațiuni.
Printre membrii Marinei Regale care au avut acceptul Amiralității se numărau locotenentul Harry Pennell, care avea să fie ofițerul navigator și să preia comanda navei după debarcare, și chirurgii militari George Murray Levick și Edward L Atkinson. Fostul ofițer Victor Campbell, poreclit „tovarășul răutăcios”, era unul din puținii care știau să schieze, și a fost ales să conducă operațiunea de explorare a Pământului Eduard al VII-lea. Amiralitatea a mai pus la dispoziție și un număr mare de marinari printre care veterani ai Antarcticii precum Edgar Evans, Tom Crean și William Lashly. Au mai fost acceptați și doi ofițeri ne-navali: Henry Robertson Bowers, cunoscut ca „Birdie”, un locotenent al Pușcașilor Marini Indieni, și Lawrence Oates („Titus”), un căpitan de armată de la Regimentul 6 Dragoni (Inniskilling). Oates, destul de înstărit, s-a oferit voluntar și a donat 1.000 de lire sterline expediției (echivalentul a 75.000 de lire sterline în 2009).
Pentru a conduce programul științific, Scott l-a numit pe Edward Wilson cercetător principal. Acesta era prietenul cel mai apropiat al lui Scott din cadrul expediției; ei doi au fost împreună în călătoria Farther South (în traducere „mai departe spre sud”) din timpul lui Discovery. Un cercetător zoolog distins, Wilson era și un desenator talentat. După spusele biografului lui Scott, David Crane, echipa științifică era cel mai impresionant grup de cercetători care au participat vreodată la o expediție polară. Aceasta a inclus oameni care aveau sa devină cunoscuți mai târziu: meteorologul George Simpson, fizicianul canadian Charles Wright, geologii Frank Debenham, Raymond Priestley și T. Griffith Taylor, biologul Edward William Nelson și asistentul zoolog Apsley Cherry-Garrard. Cherry-Garrard nu avea pregătire științifică, dar era un protejat de-al lui Wilson. El a contribuit, ca și Oates, cu 1.000 de lire sterline. După ce la început a fost refuzat de Scott, a insistat să nu primească banii înapoi, ceea ce l-a impresionat suficient pe acesta încât să revină asupra deciziei. Biograful David Crane îl descrie pe Cherry-Garrard ca „viitorul istoric, voce, și conștiință a expediției”. Herbert Ponting era fotograful echipei, imaginile realizate de el rămânând peste timp o dovadă vizuală. Urmând sfatul lui Fridtjof Nansen, Scott a adus și un tânăr schior expert, Tryggve Gran.

### Transportul
Scott a ales strategia unui transport complex, bazându-se pe câini, sănii motorizate și ponei. L-a numit pe Cecil Meares responsabilul cu echipele de câini, și l-a luat pe fostul mecanic al lui Shackleton, Bernard Day, ca să se ocupe de săniile motorizate. Oates avea să se ocupe de ponei, dar cum nu a putut să se alăture expediției până în mai 1910, Scott l-a rugat pe Mears, care nu se pricepea deloc la cai, să îi cumpere, fapt care a avut mai târziu consecințe dezastruoase.
Tracțiunea motorizată și folosirea poneilor au fost încercate prima oară de Shackleton în expediția sa din 1907-1909. Scott era de părere că poneii i-au fost de un real folos lui Shackleton și de asemenea a fost impresionat de potențialul motoarelor. Totuși, Scott mereu intenționa să se folosească de forța musculară a oamenilor pentru majoritatea călătoriei sale polare; celelalte metode aveau să fie folosite pentru a căra alimente și resurse de-a lungul Barierei, permițându-le oamenilor să își păstreze puterea pentru porțiunile din Ghețar sau de pe Platou. Practic, săniile motorizate s-au dovedit utile doar pentru o scurtă perioadă, iar performanța poneilor a fost afectată de vârsta și de starea lor slabă. Cât despre câini, deși experiențele din timpul lui Discovery l-au făcut pe Scott să își piardă încrederea în ei, acesta le-a recunoscut eficacitatea în mâinile potrivite. În timpul expediției, el a devenit tot mai impresionat de capacitățile lor.

### Finanțarea

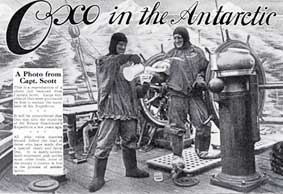
Compania alimentară Oxo era unul dintre mulții sponsori oficiali ai expediției.

Spre deosebire de Discovery, unde de strângerea de fonduri s-a ocupat Royal Society și Royal Geographical Society, Expediția Terra Nova a fost organizată ca una privată, fără sprijin instituțional important. Scott a estimat costul total la aproximativ 40.000 de lire sterline (3 milioane de lire sterline la valoarea anului 2009), din care jumătate au fost oferiți ca grant guvernamental. Suma a fost adunată din donații publice și din împrumuturi. Expediția a mai fost sprijinită și de livrări gratuite de provizii și echipament din partea unor firme binevoitoare. Adunarea fondurilor a fost făcută în mare parte de către Scott, lucru care i-a consumat foarte mult timp și energie, continuând în Africa de Sud, Australia și Noua Zeelandă după ce nava Terra Nova a părăsit apele britanice.
De departe cea mai costisitoare investiție a fost achiziționarea navei Terra Nova, care a costat 12.500 de lire sterline. Aceasta a mai fost în Antarctica înainte, ca parte a operațiunii de evacuare a expediției Discovery. Scott a vrut să o comande ca pe o navă a Marinei; pentru a obține asta, a plătit 100 de lire pentru a deveni membru al Royal Yacht Squadron. A putut astfel să impună o disciplină militară asupra expediției, și cum nava a fost înregistrată în Escadronul Regal a putut fi încadrată în afara unor regulamente care altfel i-ar fi interzis să navigheze.

### Obiective
Scott a definit două obiective în anunțul său inițial: „Scopul principal al expediției este de a ajunge la Polul Sud și de a asigura Imperiului Britanic onoarea acestei realizări.” Au mai fost și alte obiective, atât științifice, cât și geografice; prim cercetătorul Wilson considera acest lucru ca principala muncă a expediției: „nimeni nu va putea spune ca este doar o vânătoare a Polului... Vrem să aducem rezultate cu mostre de acolo.” Wilson spera să continue cercetările asupra coloniei de pinguini de la Capul Crozier, începute în timpul lui Discovey, și să implementeze un program de studii magnetice, geologice și meteorologice la o scară fără precedent. Mai existau planuri de explorare a Pământului Victoria și a Pământului Eduard al VII-lea, o acțiune descrisă de Campbell, care avea să o conducă, ca „cel mai important lucru al expediției”.

## Primul sezon, 1910-1911

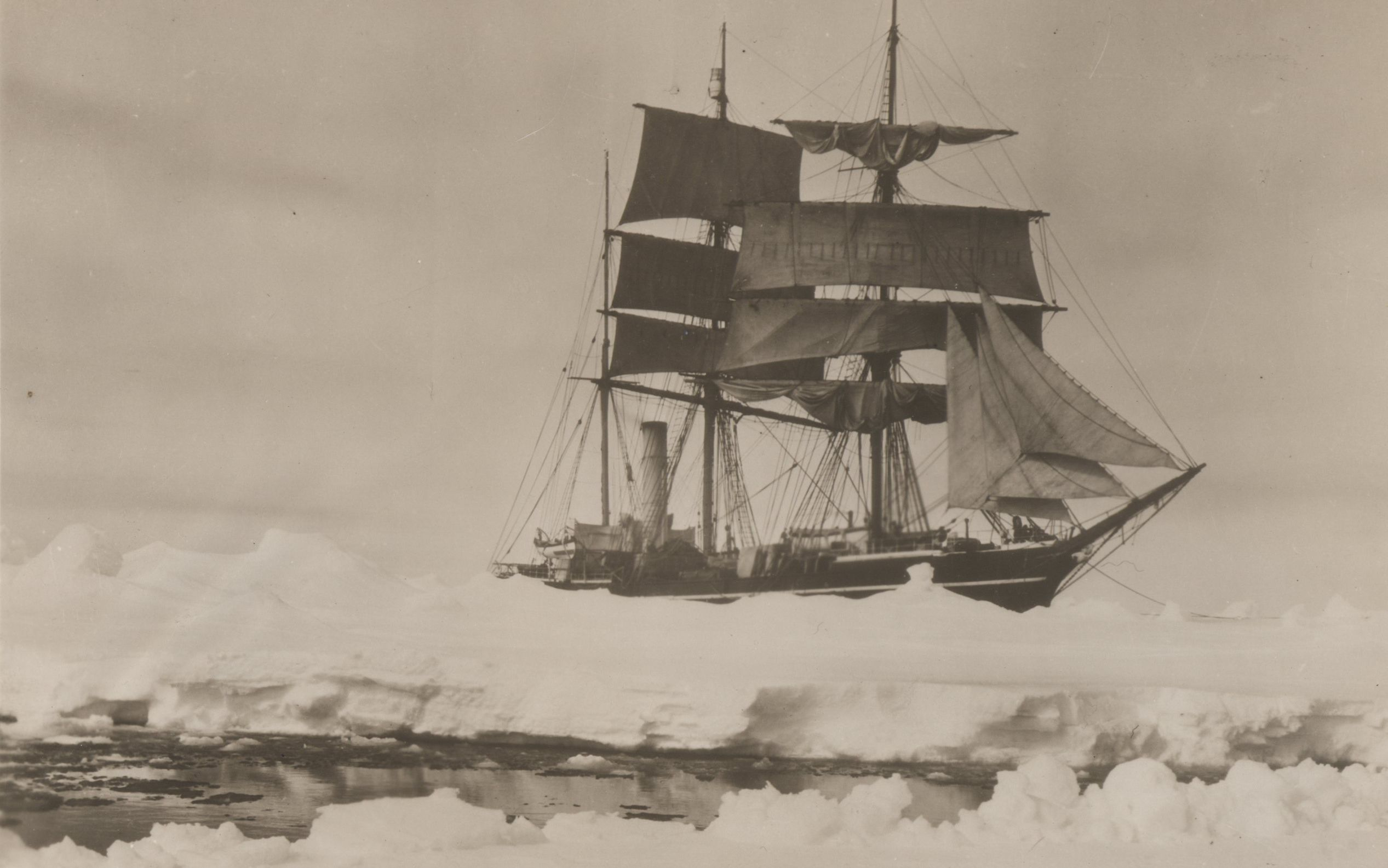
Nava Terra Nova, fotografiată în decembrie 1910 de către Herbert Ponting

### Drumul până acolo
Terra Nova a plecat din Cardiff, Țara Galilor, pe 15 iunie 1910. Scott, reținut cu treburi organizatorice, a plecat puțin mai târziu cu o navă de linie și s-a alăturat echipei în Africa de Sud. În Melbourne, Australia, a părăsit corabia pentru a mai strânge fonduri, în timp ce Terra Nova s-a îndreptat spre Noua Zeelandă. O telegramă de la Amundsen îl aștepta pe Scott în Melbourne, în care îl informa că norvegianul se îndrepta spre sud; aceasta era primul semn care îi spunea că se află într-o cursă. Când a fost întrebat de presă despre reacția sa, Scott a răspuns că planurile sale rămân neschimbate și că nu va sacrifica scopurile științifice ale expediției pentru a câștiga cursa până la Pol. În jurnalul său nota că Amundsen avea o șansă acceptabilă de succes și că poate merita norocul dacă reușea să răzbată.
Scott a revenit pe navă în Noua Zeelandă, unde noi provizii și resurse au fost aduse la bord, incluzând 34 de câini, 19 ponei siberieni și trei sănii motorizate. Terra Nova, puternic supraîncărcată, a părăsit Portul Chalmers pe 29 noiembrie 1910. În timpul primelor zile din decembrie nava a întâlnit o furtună foarte puternică; la un moment dat, când se luptau cu valuri foarte înalte și pompele s-au stricat, echipajul a fost nevoit să scoată apa cu gălețile. Pierderile în urma furtunii au fost doi ponei, un câine, 10 tone imperiale de cărbune (10.200 kg) și 300 de litri de petrol. Pe 10 decembrie Terra Nova a dat peste grupul de gheață sudic, fapt care a oprit-o pentru 10 zile înainte să se elibereze și să înainteze spre sud. Întârzierea, pe care Scott a atribuit-o „purului ghinion”, a consumat 61 de tone de cărbune.

### Baza de la Capul Evans

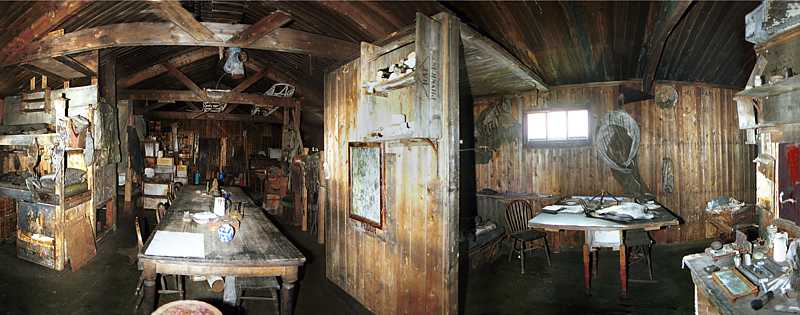
Interiorul cabanei lui Scott de la Capul Evans (fotografie modernă)

Ajungând în dreptul Insulei Ross pe 4 ianuarie 1911, Terra Nova a căutat un loc propice de debarcare în jurul Capului Crozier, în jurul punctului estic, înainte de a se îndrepta spre vestul Strâmtorii McMurdo, unde atât Discovery cât și Nimrod au debarcat mai înainte. După ce Scott a evaluat mai multe locații pentru iernare, a ales un cap poreclit pe vremea lui Discovery ca „Skuary”, la aproximativ 24 de kilometri nord de Hut Point, baza din 1902. Scott spera ca această locație, pe care a redenumit-o Capul Evans după numele secundului său, va fi lipsită de gheață în timpul scurtei veri Antarctice permițându-i astfel navei să ajungă des acolo. Pe măsură ce mările sudice aveau să înghețe, expediția putea avea acces spre Hut Point și spre Barieră. La Capul Evans echipa care avea să rămână a debarcat, împreună cu poneii, câinii, cele trei sănii motorizate (dintre care una s-a defectat în timpul descărcării) și cu toate proviziile și echipamentele. Scott era uimit de puterea poneilor de a transporta materiale de la navă la țărm. O cabană prefabricată de 5 m x 7.7 m a fost ridicată și aranjată pentru locuit pe 18 ianuarie.

### Baza lui Amundsen
Printre planurile lui Scott se aflau și explorarea și demararea de studii științifice în Pământul Eduard al VII-lea, la est de Barieră. O echipă condusă de Campbell a fost trimisă cu acest scop, cu alternativa de a explora Pământul Victoria dacă obiectivul era inaccesibil. Pe 26 Ianuarie 1911 grupul lui Campbell a părăsit nava și s-a îndreptat spre est. După câteva încercări nereușite de a debarca pe țărmurile Pământului Eduard al VII-lea, Campbell a ales alternativa de a naviga spre Pământul Victoria. La întoarcerea vestică pe lângă marginea Barierei, Terra Nova a întâlnit Expediția lui Amundsen staționată în Golful Balenelor, un golfuleț din Barieră.
Amundsen a fost amabil și ospitalier, permițându-i lui Campbell să campeze în apropiere și oferindu-i ajutor cu câinii. Campbell a refuzat politicos și s-a întors cu echipa sa la Capul Evans pentru a raporta această întâlnire. Scott a aflat vestea pe 22 februarie, în timpul primului drum de punere a depozitelor de alimente pe traseu. După spusele lui Cherry-Garrard, prima reacție a lui Scott și a echipei sale a fost să se repeadă spre Golful Balenelor și să „lămurească lucrurile” cu Amundsen. Totuși, Scott a notat acest eveniment calm în jurnalul său: „Un singur lucru îmi stăruie în minte. Cel mai potrivit, ca și cel mai înțelept este să continuăm ca și cum acest fapt nu s-ar fi întâmplat. Să mergem înainte și să dăm tot ce este mai bun pentru onoarea patriei noastre fără frică sau panică.”

### Punerea depozitelor de alimente, 1911
Scopul primului sezon era de a plasa depozite de alimente de-a lungul Barierei de la marginea sa (Safety Camp) până la latitudinea de 80° S, pentru a fi folosite în călătoria polară care avea să înceapă primăvara următoare. Ultimul depozit avea să fie cel mai mare și a fost denumit „depozitul de o tonă”. Munca trebuia să fie făcută de 12 oameni, de cei mai buni 8 ponei și de către două echipe de câini; gheața a împiedicat folosirea săniilor motorizate.

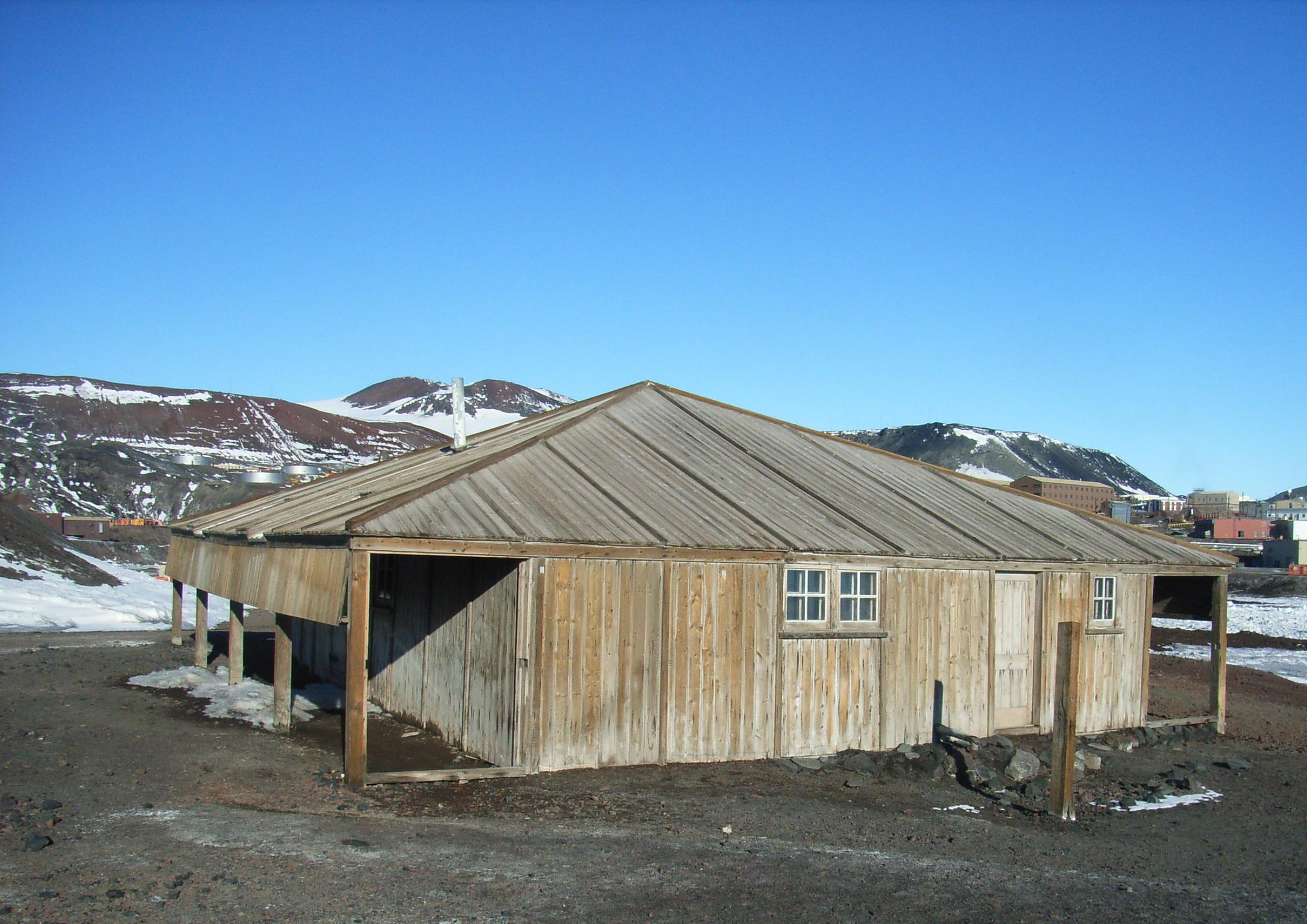
Cabana lui Scott din timpul lui Discovery de la Hut Point, folosită ca adăpost și magazie de alimente pe parcursul expediției Terra Nova

Călătoria a început pe 27 ianuarie, „într-o stare de grabă soră cu panica”, după spusele lui Cherry-Garrard. Randamentul a fost mai slab decât se aștepta, iar performanțele poneilor au fost afectate negativ pentru că saboții norvegieni de gheață necesari traversării Barierei au fost uitați la Capul Evans. Pe 4 Februarie echipa s-a stabilit la Corner Camp, la 64 de kilometri de Hut Point, când un viscol puternic i-a reținut pentru trei zile. După aceasta, când marșul a fost continuat, Scott a trimis 3 dintre cei mai slabi ponei înapoi (doi au murit pe drum). Pe măsură ce operațiunea se apropia de paralela de 80°, Scott s-a temut că poneii rămași nu vor supraviețui până înapoi la bază decât dacă echipa se va îndrepta spre nord imediat. În ciuda sfatului lui Oates, care voia să meargă înainte, omorând poneii pentru carne când nu mai puteau să continue, Scott a decis să plaseze depozitul de o tonă la 79° 29′ S, la mai mult de 48 de kilometri spre nord decât se dorea inițial.
Scott s-a întors la Safety Camp, după ce și-a riscat viața pentru a salva o echipă de câini ce căzuse într-o crevasă. Când a ajuns grupul cu ponei, mai lent, unul dintre animale era într-o stare fizică proastă și a murit la scurt timp. Mai târziu, pe măsură ce poneii rămași traversau marea înghețată pe lângă Hut Point, gheața s-a spart. În ciuda efortului susținut de salvare, au mai murit încă trei ponei. Din cei opt ponei care au început călătoria de plasare a depozitelor, s-au mai întors numai doi.

### Iarna polară, 1911
Pe 23 aprilie 1911 soarele a apus pe durata lunilor de iarnă, iar echipa s-a instalat la cabana de la Capul Evans. Sub regimul naval al lui Scott aceasta a fost împărțită de un zid din geamantane și cutii, astfel încât ofițerii și restul grupului trăiau în mare parte separat, cercetătorii intrând în rândul „ofițerilor” pentru acest scop. Toată lumea era ținută ocupată; munca științifică a continuat, se făceau observații și măsurători, echipamentul era revizuit și adaptat pentru călătoriile viitoare. Poneilor rămași le trebuia exercițiu zilnic, iar câinii aveau nevoie de atenție în mod regulat. Scott a petrecut mult timp calculând rații pentru sănii și pentru marșul polar ce avea să vină. Rutina zilnică includea prelegeri despre o rază largă de subiecte: Ponting despre Japonia, Wilson despre schițe, Oates despre îngrijirea și folosirea cailor și geologul Frank Debenham despre vulcani. Pentru a menține condiția fizică se jucau frecvent partide de fotbal în semi-întunericul din afara cabanei; Scott nota că „Atkinson este de departe cel mai bun jucător, dar Hooper, P.O. Evans și Crean sunt de asemenea destul de buni.” Sub editarea lui Cherry-Garrard s-a redeschis ziarul South Polar Times, care a fost produs de Shackleton în timpul expediției Discovery. Pe 6 iunie a fost organizat un ospăț pentru a sărbători cea dea 43-a aniversare a lui Scott; o a doua serbare pe 21 iunie a celebrat solstițiul de iarnă, ziua care marchează mijlocul lungii nopți polare.

## Principalele călătorii ale expediției, 1911-1912

### Operațiunea Nordică
După aflarea veștilor despre sosirea lui Amundsen la Capul Evans, echipa estică a lui Campbell a devenit „echipa nordică”. Pe 9 februarie 1911 ei au navigat spre nord, ajungând la Golful Robertson, lângă Capul Adare pe 17 Februarie, unde au construit o cabană lângă cea a exploratorului norvegian Carstens Borchgrevink.

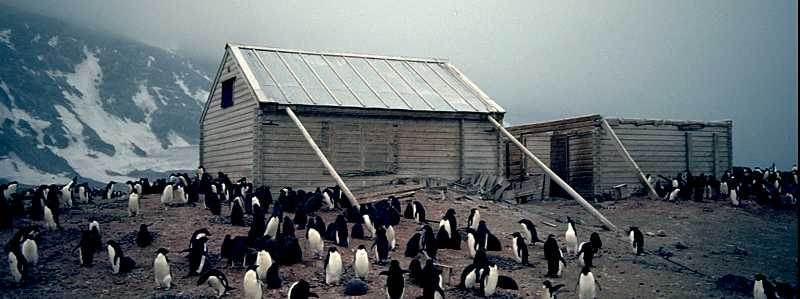
Cabana din 1899 a lui Carstens Borchgrevink de la Capul Adare (fotografie modernă). Echipa nordică a lui Campbell a campat în apropiere în 1911–1912.

Echipa nordică a petrecut iarna lui 1911 în cabana lor. Planul de explorare pentru vara 1911–1912 nu a putut fi îndeplinit în totalitate, datorită stării mării înghețate și a imposibilității de a găsi un drum spre interior. Terra Nova s-a întors din Noua Zeelandă pe 4 ianuarie 1912, și a transportat echipa în apropiere de Evans Coves, o locație la aproximativ 400 km sud de Capul Adare și 320 km nord-vest de Capul Evans. Ei urmau să fie luați pe 18 februarie după completarea unor studii geologice, dar din cauza gheții groase nava nu a putut să ajungă la ei. Grupul, cu rații puține pe care trebuiau să le completeze cu pește și carne de focă, a fost forțat să își petreacă lunile de iarnă ale lui 1912 într-o peșteră de gheață pe care au săpat-o pe Insula Inexpressible. Aici au suferit îngrozitor de degerături, foame și dizenterie, agravate de vânturi extreme și de temperaturi scăzute.
Pe 17 aprilie 1912 o echipă condusă de Edward Atkinson, aflat în comandă în lipsa echipei nordice, a plecat să îl înlocuiască pe Campbell, dar fost forțată să se întoarcă de cauza vremii. Echipa nordică a supraviețuit iernii în adăpostul înghețat și a plecat spre tabăra de bază pe 30 Septembrie 1912. În ciuda oboselii și a stării fizice slăbite, întregul grup a reușit să ajungă la Capul Evans pe 7 noiembrie, după o călătorie periculoasă care a inclus traversarea dificilei Limbi de Gheață Drygalski. Mostre geologice și alte specimene adunate de echipa nordică au fost recuperate din Capul Adare și Evans Coves de către Terra Nova în ianuarie 1913.

### Echipe geologice vestice

#### Prima operațiune geologică, ianuarie-martie 1911
Scopul acestei călătorii a fost explorarea geologică a coastei vestice a Strâmtorii McMurdo, într-o zonă dintre Văile Seci și Ghețarul Koettlitz. Această sarcină a fost făcută de o echipă formată din Griffith Taylor, Debenham, Wright și P.O. Evans. Ei au debarcat de pe Terra Nova pe 26 ianuarie la Butter Point, aflat în partea opusă Capului Evans pe țărmul Pământului Victoria. Pe 30 ianuarie, echipa și-a stabilit depozitul principal în regiunea Ghețarului Ferrar și apoi au făcut explorări și cercetări în Dry Valley și în zona Ghețarului Taylor înainte de a se îndrepta spre sud și spre Ghețarul Koettlitz. După mai multă vreme acolo, au pornit spre casă pe 2 martie, parcurgând o rută sudică spre Hut Point, unde au ajuns pe 14 martie.

#### A doua operațiune geologică, noiembrie 1911-februarie 1912
Aceasta a fost o continuare a muncii depuse în operațiunea anterioară, de data aceasta concentrându-se pe regiunea Granite Harbour, la aproximativ 80 km nord de Butter Point. Însoțitorii lui Taylor au fost de data aceasta Debenham, Gran și Forde. Călătoria principală a început pe 14 noiembrie și a avut un drum dificil peste marea înghețată spre Granite Harbour, care a fost atins pe 26 noiembrie. Cartierul general a fost stabilit într-un loc botezat Geology Point unde s-a construit o cabană din piatră. Pe parcursul următoarelor săptămâni explorarea și munca de cercetare a avut loc pe Ghețarul Mackay și o mare parte din elementele din partea de nord a ghețarului au fost descoperite și denumite. Echipa trebuia să fie luată de Terra Nova pe 15 ianuarie 1912, dar nava nu a putut ajunge la ei. Grupul a așteptat până pe 5 februarie când a mers spre sud și a fost salvat când au fost văzuți de pe navă pe 18 februarie. Terra Nova a recuperat mostrele geologice de pe Munții Vestici, lăsate de echipă, în ianuarie 1913.

### Călătoria din iarnă la Capul Crozier
Aceasta a fost făcută la inițiativa lui Edward Wilson. El a sugerat nevoia în secțiunea „Zoologie” a rapoartelor științifice ale Expediției Discovery, și era nerăbdător să își continue cercetările lui anterioare. Scopul științific al călătoriei era de a lua ouă de pinguini imperiali din colonia de lângă Capul Crozier într-o etapă embrionară, astfel încât să se poată studia anumite aspecte din dezvoltarea păsărilor. Acest lucru necesita o călătorie în plină iarnă pentru a obține ouăle într-un stadiu timpuriu de incubare. Un scop secundar era de a experimenta raționarea mâncării și a echipamentului pentru călătoria polară din vară ce avea să urmeze. Scott a fost de acord și o echipă formată din Wilson, Bowers și Cherry-Garrard a pornit pe 27 iunie 1911.

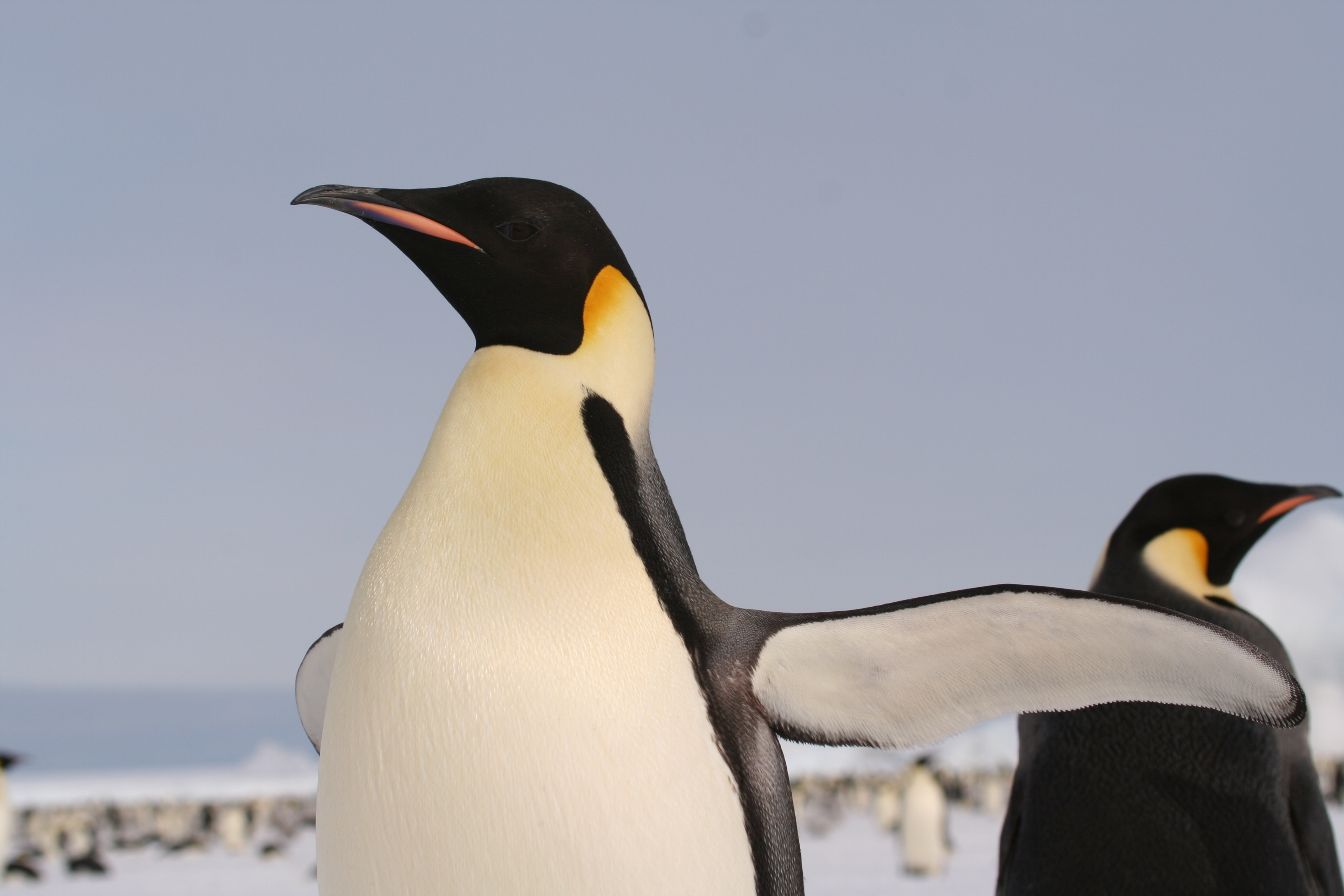
Doi pinguini imperiali

Nu s-a mai încercat până atunci vreo călătorie în timpul iernii antarctice; Scott a notat că era „o acțiune riscantă și îndrăzneață, dar oamenii potriviți s-au dus să o încerce”. Cherry-Garrard descria mai târziu ororile celor 19 zile necesare traversării a 97 de kilometri până la Capul Crozier. Echipamentul, hainele și sacii de dormit erau în permanență înghețați; pe 5 iulie temperatura a scăzut sub −60 °C: „60 de grade de îngheț – mai frig decât ar putea cineva să suporte în întuneric și haine înghețate”, scria Cherry-Garrard. Deseori distanța zilnică parcursă era puțin mai mare de o singură milă.
La Capul Crozier echipa a construit cu mare dificultate un iglu din blocuri de zăpadă, piatră și o placă de lemn pe care au cărat-o pentru a deveni acoperiș. După aceea au putut să viziteze colonia de pinguini imperiali și să adune câteva ouă. Ulterior igluul lor a fost aproape dărâmat într-un viscol cu vânturi de gradul 11. Furtuna le-a luat și cortul de care depindea supraviețuirea lor pe drumul de întoarcere, dar din fericire acesta a fost recuperat la o jumătate de milă distanță. Grupul s-a întors la Capul Evans pe 1 august. Cele trei ouă care au supraviețuit drumului au ajuns mai întâi la Muzeul de Istorie Naturală din South Kensington, iar mai apoi au fost subiectul unui raport al Dr. Cossar Stewart la Universitatea din Edinburgh. Totuși ouăle nu au putut să aducă dovada teoriilor lui Wilson.
Cherry-Garrard o descrie ca „cea mai îngrozitoare călătorie din lume”, și chiar a scris o carte cu acest nume în 1922 ca o mărturie a întregii Expediții Terra Nova. Scott a numit această călătorie de iarnă ca o „minunată performanță”, și a fost foarte mulțumit de experimentele cu rațiile și echipamentul: „Suntem aproape de perfecțiune așa cum experiența poate să ne îndrume.”

### Călătoria către Polul Sud
Pe 13 septembrie 1911, Scott și-a dezvăluit planurile sale pentru marșul către Polul Sud. Aveau să plece 16 oameni, folosind sănii motorizate, ponei și câini pentru etapa de până la Barieră, pe care le vor aduce până la Ghețarul Beardmore. La acest punct câinii se vor întoarce la bază iar poneii vor fi împușcați pentru carne. Apoi 12 oameni împărțiți în trei grupuri vor escalada ghețarul și vor începe traversarea platoului polar, folosind numai forțele proprii. Numai unul din aceste grupuri va continua spre pol; celelalte vor fi trimise înapoi la anumite latitudini. Componența ultimului grup polar va fi decisă de Scott în timpul călătoriei.
Echipa cu cele două sănii motorizate (locotenentul Evans, Day, Lashly și Hooper) a plecat de la Capul Evans pe 24 octombrie, scopul lor fiind de a transporta încărcături la paralela 80° 30′ S ca mai apoi să îi aștepte și pe ceilalți. Până pe 1 noiembrie ambele sănii motorizate s-au stricat după un drum de aproximativ 80 de kilometri, așa că echipa a trebuit să tragă 336 de kilograme de provizii pentru următorii 241 de kilometri rămași pentru a ajunge la latitudinea propusă după două săptămâni. Celelalte echipe, care au plecat de la Capul Evans pe 1 noiembrie cu câinii și poneii, i-au ajuns din urmă pe 21 noiembrie.
Planul inițial al lui Scott era să trimită câinii înapoi la acest punct, și să fie ținuți acolo pentru a putea fi folosiți la nevoie sezonul următor. Totuși, din cauza înaintării la un ritm mai lent decât se aștepta, Scott a hotărât să meargă mai departe cu câinii. Day și Hooper au fost trimiși spre Capul Evans pentru a-l înștiința pe Simpson, care a fost lăsat în comandă. Pe 4 decembrie expediția a ajuns la Pasaj, numele dat de Shackleton rutei de la Barieră la Ghețarul Beardmore. Aici au fost loviți de un viscol care a obligat oamenii să campeze până pe 9 decembrie și să înceapă rațiile destinate călătoriei de pe ghețar. După oprirea viscolului poneii rămași, care se aflau într-o stare avansată de oboseală și nu mai puteau trage, au fost împușcați. Pe 11 decembrie, Meares și Dimitri au plecat înapoi împreună cu câinii, ducând și un mesaj către bază că „lucrurile nu sunt așa de roz cum ar putea fi, dar ne menținem optimismul și credem că norocul se va întoarce.”
Grupul a început ascensiunea Ghețarului Beardmore și pe 20 decembrie au ajuns la începutul platoului polar unde au așezat un depozit. Încă nu apăruse vreun indiciu din partea lui Scott referitor la componența ultimei echipe polare. Pe 22 decembrie, la latitudinea de 85° 20′ S, Scott i-a trimis înapoi pe Atkinson, Cherry-Garrard, Wright și pe Keohane. Scott i-a mai dat lui Atkinson ordine referitoare la câini; în ciuda instrucțiunilor precedente, aceștia trebuiau aduși ca să întâlnească și să ajute echipa polară pe drumul de întoarcere în martie anul următor.
Cei opt oameni rămași au continuat către sud în condiții mai bune care le-au permis să recupereze din timpul pierdut la Barieră. Până pe 30 decembrie au „ajuns din urmă” orarul lui Shackleton din 1908–1909. Pe 3 ianuarie 1912, la latitudinea de 87° 32′ S, Scott s-a hotărât în privința compoziției echipei polare – cinci oameni (Scott, Wilson, Oates, Bowers și Edgar Evans) aveau să continue spre sud în timp ce locotenentul Evans, Lashly și Crean se întorceau. Decizia de a lua cinci oameni mai departe implica recalcularea greutăților și rațiilor, pentru că totul fusese planificat pentru echipe de patru oameni.
Lui Evans i s-au dat ordine noi și clare referitoare la câini, subliniind nevoia ca ei să fie aduși la sud pentru a ajuta echipa polară. Pe drumul de întoarcere Evans s-a îmbolnăvit grav de scorbut. El nu a mai putut merge de la depozitul de o tonă și a fost cărat pe sanie de însoțitorii săi până la 56 de kilometri sud de Hut Point. Pe 18 februarie, Crean a mers singur până la Hut Point, și din întâmplare i-a întâlnit acolo pe Atkinson și pe Dimitri împreună cu echipe de câini, pregătindu-se pentru a suplimenta depozitul de o tonă. S-a format o echipă de salvare și Evans a fost adus la Hut Point, aproape mort, pe 22 februarie. În această agitație ultimele ordine ale lui Scott despre aducerea câinilor au fost uitate. Lashly și Crean au primit mai târziu Medalia Albert pentru eforturile lor de salvare.
Între timp grupul polar a continuat spre sud, trecând de punctul în care ajunsese Shackleton (88° 23′ S) pe 9 ianuarie. Șapte zile mai târziu, la aproximativ 24 de kilometri de țintă, echipa a văzut unul din steagurile negre ale lui Amundsen (folosite pentru a marca drumul de întoarcere) și și-au dat seama că au fost devansați. Au ajuns la Pol a doua zi, 17 ianuarie 1912, și au aflat că Amundsen ajunsese acolo pe 14 decembrie 1911. Au lăsat un cort, niște provizii și o scrisoare către regele Haakon al VII-lea al Norvegiei. Amundsen îi cerea politicos lui Scott să o livreze.

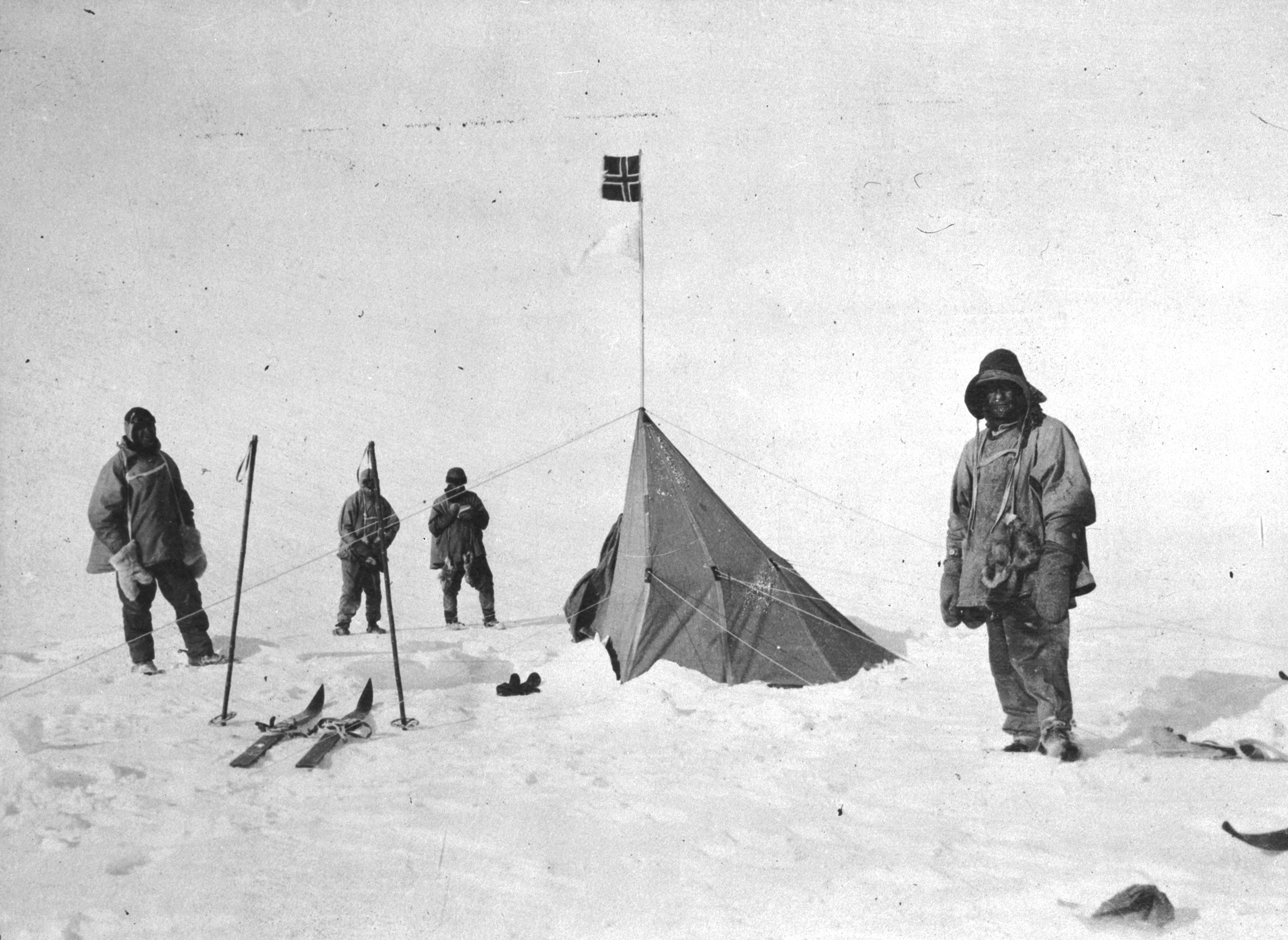
Scott și oamenii lui la baza lui Amundsen de la Polul Sud, Polheim. De la stânga la dreapta: Scott, Bowers, Wilson, și PO Evans. Fotografia a fost făcută de Lawrence Oates.

Scott scria în jurnalul său: „Polul. Da, dar în alte circumstanțe decât cele așteptate... Doamne Dumnezeule! Acesta e un loc destul de crâncen și teribil pentru care am muncit fără să avem răsplata priorității.” A încheiat cu înregistrarea: „Acum o luptă disperată [de a duce veștile primii]. Mă întreb dacă putem reuși.”
După confirmarea locației lor și ridicarea steagului britanic, echipa lui Scott a pornit spre casă a doua zi. În timpul următoarelor trei săptămâni s-a realizat un progres important, jurnalul lui Scott menționând câteva „marșuri excelente”. Totuși Scott a început să își facă griji în privința stării colegilor săi, mai ales a lui Edgar Evans care suferea de degerături severe și era, după spusele lui Scott, „un lucru bun călcat în picioare”. Starea picioarelor lui Oates devenea o îngrijorare tot mai mare, pe măsură ce grupul se apropia de vârful Ghețarului Beardmore și se pregătea de coborârea spre Barieră. Pe 7 februarie și-au început coborârea, dar călătoreau din ce în ce mai greu și avea probleme în a găsi depozitele de alimente. În ciuda acestor probleme, Scott a ordonat strângerea de mostre geologice și au adunat 14 kilograme de eșantioane pe care le-au pus în sănii. Sănătatea lui Edgar Evans se deteriora rapid; o rană de la mână nu se vindeca, avea degerături grave și se crede că s-a lovit la cap după câteva căzături pe gheață. „Este complet schimbat față de felul lui normal și încrezător de a fi”, nota Scott. Toată echipa suferea de malnutriție, dar cel mai mare dintre ei, Evans, suferea cel mai mult. Aproape de baza ghețarului el s-a prăbușit și a murit pe 17 februarie.
În etapa de la Barieră cei patru supraviețuitori au întâlnit cele mai grele condiții meteo înregistrate vreodată în regiune. Vremea, împreună cu suprafața proastă a zăpezii („parcă tragem [săniile] peste nisip în deșert” – Scott, 19 februarie) i-a încetinit, ca și înrăutățirea stării piciorului lui Oates. Scott spera că vremea avea să se îmbunătățească, dar la sfârșitul lui februarie temperatura a scăzut și mai mult. Pe 2 martie, la depozitul de la mijlocul Barierei, Scott a găsit mai puțin petrol decât trebuia, aparent din cauza evaporării: „Cu cea mai drastică economisire de-abia putem ajunge până la următorul depozit aflat la... 114 kilometri.” Au dat peste aceeași problemă și la următorul depozit pe 9 martie și nici urmă de „câinii care ar fi trebuit să fie salvarea noastră”. Marșurile zilnice se rezumau acum la mai puțin de 8 kilometri și echipa avea o mare nevoie de mâncare și combustibil. În jur de 17 martie, Oates, într-o stare aparentă de luciditate, a ieșit din cort spunând, după spusele lui Scott, „ies până afară și s-ar putea să stau ceva timp”. Acest sacrificiu nu a fost suficient ca să îi salveze pe ceilalți. Scott, Wilson și Bowers s-au luptat să ajungă la un punct aflat la 18 kilometri de depozitul de o tonă, dar au fost opriți pe 20 martie de un viscol cumplit. Deși au încercat zilnic, nu au fost în stare să avanseze și au rămas fără provizii. Ultima înregistrare în jurnalul lui Scott, datată pe 29 martie 1912, data presupusă a morții lor, se încheie cu următoarele cuvinte:
„ Am fost gata în fiecare zi să plecăm spre depozitul aflat la 18 kilometri distanță, dar dincolo de ușa cortului este o scenă cu troiene învolburate. Nu cred că putem spera la lucruri mai bune acum. Vom rezista până la sfârșit, dar devenim din ce în ce mai slăbiți, desigur, și sfârșitul nu poate fi departe. Este păcat, dar nu cred că pot scrie mai mult. R. Scott. Pentru Dumnezeu aveți grijă de poporul nostru.”

## Încercările de a ajuta echipa polară, 1912

### Reaprovizionarea depozitului de o tonă
Scott i-a ordonat lui Simpson să reaprovizioneze depozitul de o tonă chiar înainte de a pleca în călătoria polară. Aceste ordine însemnau transportarea la depozit a „cinci rații XS [o rație Extra Summit însemna hrană pentru patru oameni timp de o săptămână], sau în cel mai rău caz trei... și cât de multă mâncare pentru câini cât poate fi cărată, depozitul să fie aranjat până pe 10 ianuarie 1912”. Când Atkinson s-a întors la Capul Evans pe 28 ianuarie, a aflat că cele trei rații minime au fost lăsate dar mâncarea cerută pentru câini nu a fost luată. A decis să ducă el însuși cele două rații care mai lipseau la depozitul de o tonă, dar se pare că nu a făcut nimic în privința mâncării pentru câini. Atkinson ori a uitat ori nu a înțeles instrucțiunile lui Scott despre aducerea câinilor pentru a ajuta echipa polară la întoarcere, pentru că fără mâncarea pentru câini de la depozitul de o tonă aceste ordine nu puteau fi îndeplinite.

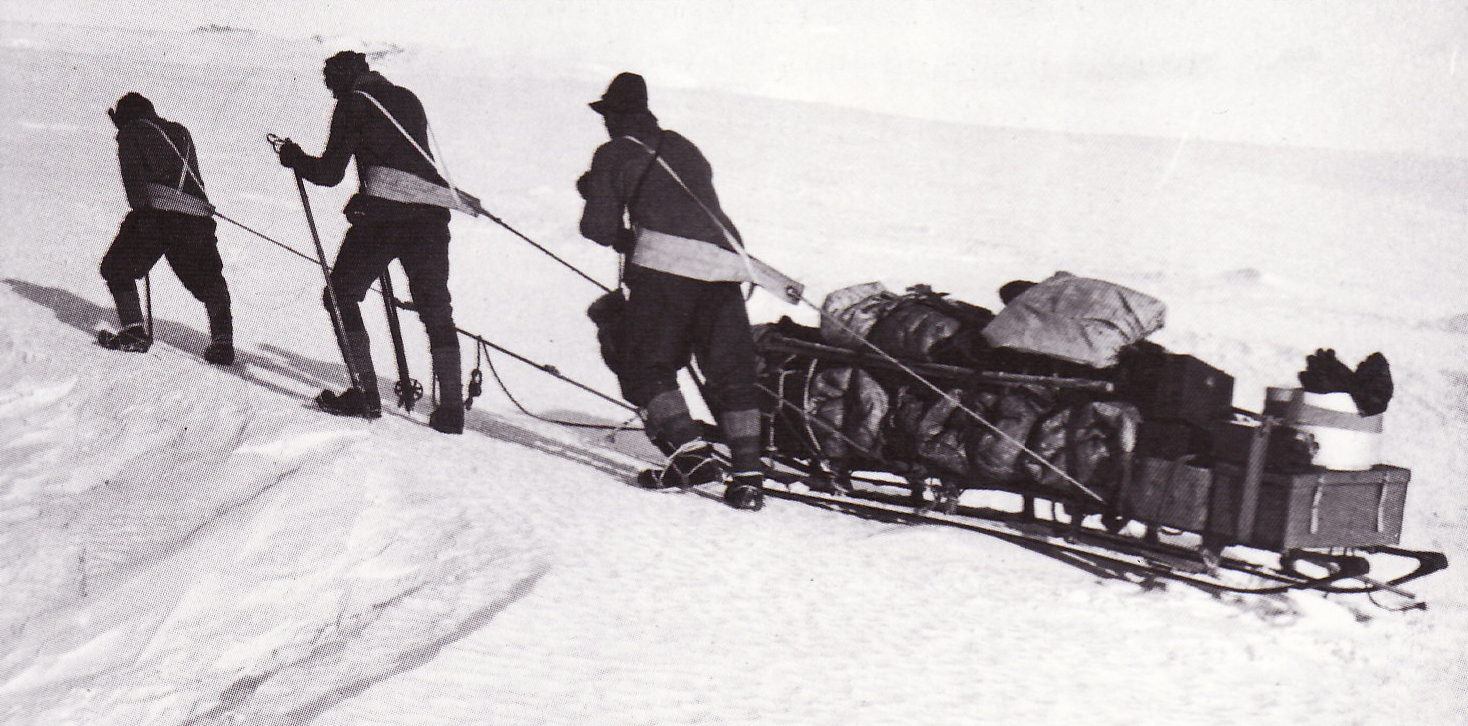
Membrii ai expediției trag o sanie cu provizii

Urgența care a apărut în urma salvării locotenentului Evans de la Barieră a schimbat planurile lui Atkinson, iar sarcina de a reaproviziona depozitul de o tonă a fost luată de Cherry-Garrard, singurul „ofițer” disponibil. Avea să fie însoțit de priceputul conducător de câini Dimitri Gerov. Atkinson încă nu se îngrijora de siguranța echipei polare, pentru că Scott nu era în întârziere și, când a fost văzut ultima oară pe Platoul Polar de Evans, acesta se mișca într-o stare bună și conform programului. Ordinele verbale ale lui Atkinson către Cherry-Garrard, memorate și înregistrate mai târziu, au fost să „călătoresc către depozitul de o tonă cât mai repede posibil și să las mâncarea acolo. Dacă Scott nu ajungea înaintea mea, eu trebuia să hotărăsc ce să fac”, și să „țin minte că Scott nu depindea de câini pentru a se întoarce, așa că nu trebuia să pun câinii în pericol”.
Cherry-Garrard a părăsit Hut Point împreună cu Dimitri și două echipe de câini pe 26 februarie, ajungând la depozitul de o tonă pe 4 martie și depozitând rațiile în plus. Scott nu era acolo. Cu resurse pentru ei și pentru câini doar pentru 24 de zile, au așteptat vreo opt zile înainte de a trebui să se întoarcă la Hut Point. Alternativa era să plece spre sud, dar în absența mâncării pentru câini ar fi trebuit să împuște din ei pentru a-i hrăni pe ceilalți pe măsură ce înaintau, încălcând astfel ordinul lui Scott de „a nu pune câinii în pericol” (dar în limita instrucțiunilor lui Cherry-Garrard de la Atkinson să „hotărască ce să facă”). Totuși, Cherry-Garrard a decis să îl aștepte pe Scott. Pe 10 martie, pe o vreme care se înrăutățea, cu propriile sale provizii împuținându-se și neștiind că echipa lui Scott lupta pentru supraviețuire la mai puțin de 110 kilometri, Cherry-Garrard a pornit spre casă. Atkinson avea să noteze mai târziu că „sunt mulțumit că nici un alt ofițer al expediției nu ar fi putut să se descurce mai bine”, dar a fost frământat pentru restul vieții sale de gânduri că ar fi putut lua alte hotărâri care puteau salva echipa polară.

### Ultimul efort de ajutor
După întoarcerea lui Cherry-Garrard de la depozitul de o tonă fără nici o veste de la Scott au început să apară încet griji. Atkinson, acum în comandă la Cape Evans pentru că era ofițerul prezent cel mai mare în rang, a decis să încerce să ajungă la echipa polară și pe 26 martie a pornit împreună cu Keohane, trăgând o sanie cu provizii pentru 18 zile. La temperaturi foarte joase (−40 °C) ei au ajuns la Corner Camp pe 30 martie, când, după părerea lui Atkinson, vremea, frigul și perioada anului au făcut imposibil mersul mai departe spre sud. Atkinson nota că „în mintea mea eram sigur că echipa [polară] pierise”.

### Echipa de căutare

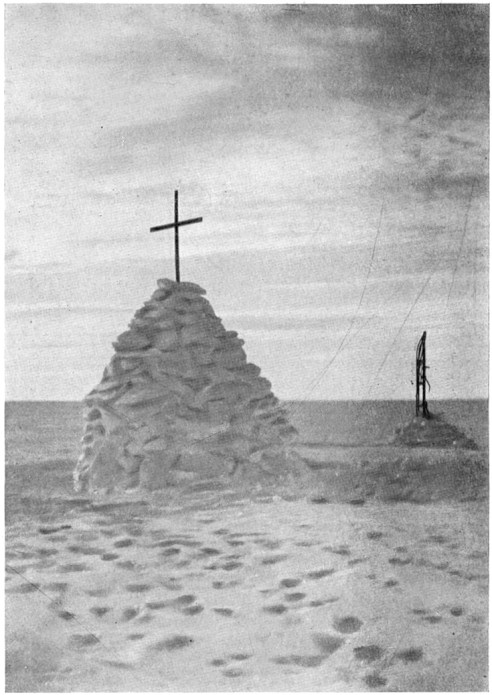
Mormântului lui Scott, Wilson și Bowers

Membrii rămași ai expediției (în afară de echipa nordică a lui Campbell care mai era încă plecat) au așteptat toată iarna la Capul Evans, continuând munca lor științifică. În primăvară Atkinson a trebuit să se gândească dacă eforturile ar trebui să se îndrepte mai întâi spre salvarea echipei lui Campbell, sau să determine dacă era posibil soarta echipei polare. O întrunire a întregului grup a decis să caute mai întâi semne ale lui Scott. Echipa de căutare a plecat pe 29 octombrie, însoțită de un grup de măgari care a fost debarcată de Terra Nova în timpul vizitei de reaprovizionare din vară. Pe 12 noiembrie echipa a găsit cortul cu cadavrele înghețate ale lui Scott, Wilson și Bowers, la 18 kilometri sud de depozitul de o tonă. Atkinson a citit porțiunile relevante ale jurnalului lui Scott și a putut fi aflată natura dezastrului. În afară de jurnal s-au mai luat lucruri personale și alte înregistrări, apoi cortul a fost demontat peste cadavre și s-a ridicat un morman de zăpadă peste care a fost pusă o cruce făcută din schiurile lui Gran. Echipa a mai căutat spre sud cadavrul lui Oates, dar au găsit numai un sac de dormit. Pe 15 noiembrie, ei au ridicat un morman de zăpadă aproape de locul unde credeau că a murit.
La întoarcerea la Hut Point pe 25 noiembrie echipa de căutare a aflat că grupul nordic al lui Campbell s-a salvat singur și s-a întors la bază în siguranță.

## După terminarea expediției
Cum Campbell era acum ofițerul naval cel mai mare în rang, și-a asumat comanda pentru ultimele săptămâni ale expediției, până la sosirea navei Terra Nova pe 18 ianuarie 1913. Înainte de plecare a fost înălțată pe pantele Observation Hill o cruce mare de lemn inscripționată cu numele celor cinci oameni decedați și cu un citat din poemul Ulise al lui Alfred Tennyson: „Să lupți, să cauți, să găsești și să nu cedezi”.
Având în vedere că printre cauzele deceselor echipei polare se numărau foamea, scorbutul, sau amândouă, un subiect de interes este hrana necesară în timpului marșului. Rațiile cărate și consumate de toți oamenii care călătoreau în timpul expediției se bazau pe informațiile despre nutriție cunoscute în 1910, înaintea descoperirii vitaminei C și a folosirii ei împotriva scorbutului. Accentul s-a pus pe un conținut bogat în proteine care părea necesar pentru a înlocui caloriile arse în timpul marșurilor. De fapt, valorile calorice ale rațiilor erau mult supraestimate, deși acest lucru nu a devenit cunoscut decât mulți ani mai târziu. Hrana zilnică obișnuită de fiecare om însemna 450 de grame de biscuiți, 340 de grame de pastramă, 85 de grame de zahăr, 57 de grame de unt, 20 de grame de ceai și 16 grame de cacao. Această alimentație avea să fie completată în timpul călătoriei sudice de carne de ponei, care erau împușcați după ce nu mai era nevoie să tragă provizii, dar aceste suplimente nu acopereau deficitul de calorii decât pentru perioade scurte.
Pierderea lui Scott și a echipei sale polare nu au lăsat loc pentru altceva în mintea publicului, nici măcar pentru reușita lui Amundsen de a ajunge primul la Pol. Pentru mulți ani imaginea lui Scott a rămas cea a unui erou cu o soartă tragică, fără nimic de reproșat, deși erau îndoieli printre cei care aveau legătură cu expediția (inclusiv printre rudele celor decedați). Acest punct de vedere s-a reflectat în filmul din 1948 , Scott al Antarcticii, cu John Mills în rolul principal și coloana sonoră semnată de Ralph Vaughan Williams. Această imagine nu s-a schimbat aproape deloc în percepția publicului până în anii 1970, când majoritatea celor implicați direct în expediție erau morți.

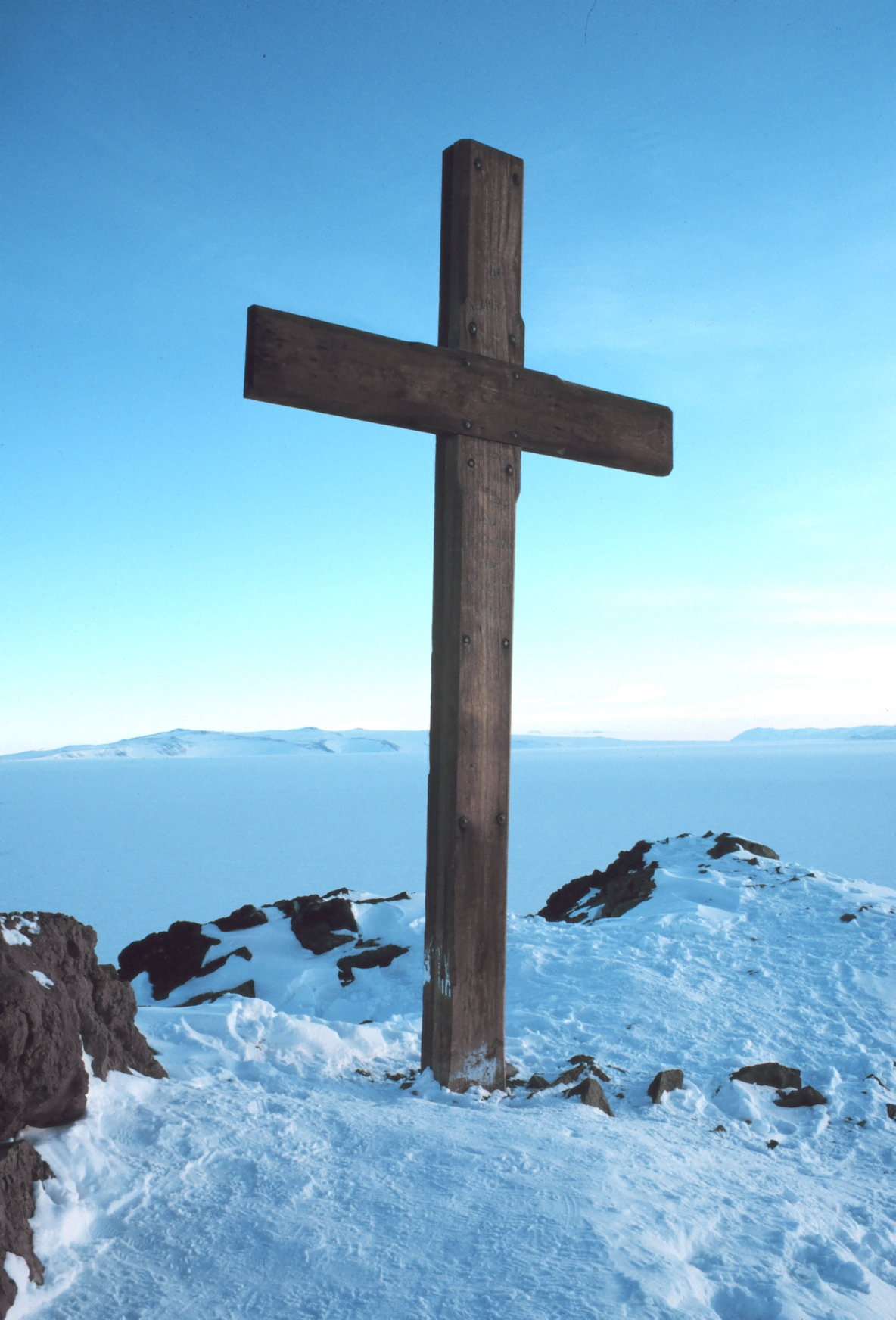
Crucea ridicată pe o pantă a Observation Hill în memoria celor decedați în timpul expediției

Controversele au pornit după publicarea cărții lui Roland Huntford, Scott și Amundsen (1979, republicată și televizată în 1985 sub numele Ultimul Loc de pe Pământ). Huntford era un critic al stilului de conducere aparent autoritar a lui Scott și a felului în care își evalua oamenii și l-a învinovățit pentru eșecurile organizatorice care au dus la moartea tuturor celor din echipa polară. Reputația personală a lui Scott a suferit în urma acestor atacuri; s-au făcut eforturi de a-l reabilita, printre care mărturia lui Ranulph Fiennes (o replică directă la versiunea lui Huntford), analiza științifică a lui Susan Solomon despre condițiile atmosferice care l-au învins în cele din urmă pe Scott și biografia lui Scott din 2005 a lui David Crane, ultimul făcând „o treabă nemaipomenită în restabilirea umanității lui Scott”.
Comparând realizările lui Scott și ale lui Amundsen, majoritatea istoricilor polari recunosc că experiența lui Amundsen în schi și câini de sanie completată de familiaritatea sa generală cu condițiile de îngheț i-au oferit un avantaj considerabil în cursa către Pol. Verdictul lui Scott despre dezastrul care i-a lovit echipa, scris în apropierea morții în condiții extreme, dă vina pe o listă mare de ghinioane și nu pe organizarea defectuoasă. Pe când critici ca Huntford resping acest lucru ca o scuză, Cherry-Garrard notează că „întreaga chestiune se rezumă la mulți de 'dacă'”; o mulțime de decizii și circumstanțe care s-ar fi putut petrece altfel au dus în cele din urmă la o catastrofă. Dar „am fost pe cât de înțelepți pe cât poate să fie cineva înainte de evenimente”. Verdictul Dianei Preston, după ce a cântărit toate circumstanțele călătoriei spre sud, este: „ideea e că nu au eșuat ci că aproape au reușit”. Povestea a fost tratată în diferite lucrări ficționale ca în romanul lui Beryl Bainbridge câștigător al Premiului Booker, The Birthday Boys, care expune pe rând părți ale acțiunii din perspectivele lui Edgar Evans, Edward Wilson, Robert Falcon Scott, Henry Robertson Bowers, și Lawrence Oates.

## Comemorări centenare
Mai multe evenimente au marcat centenarul expediției, la mai multe date din 2010-2012, inclusiv British Services Antarctic Expedition 2012.